# Car spotting

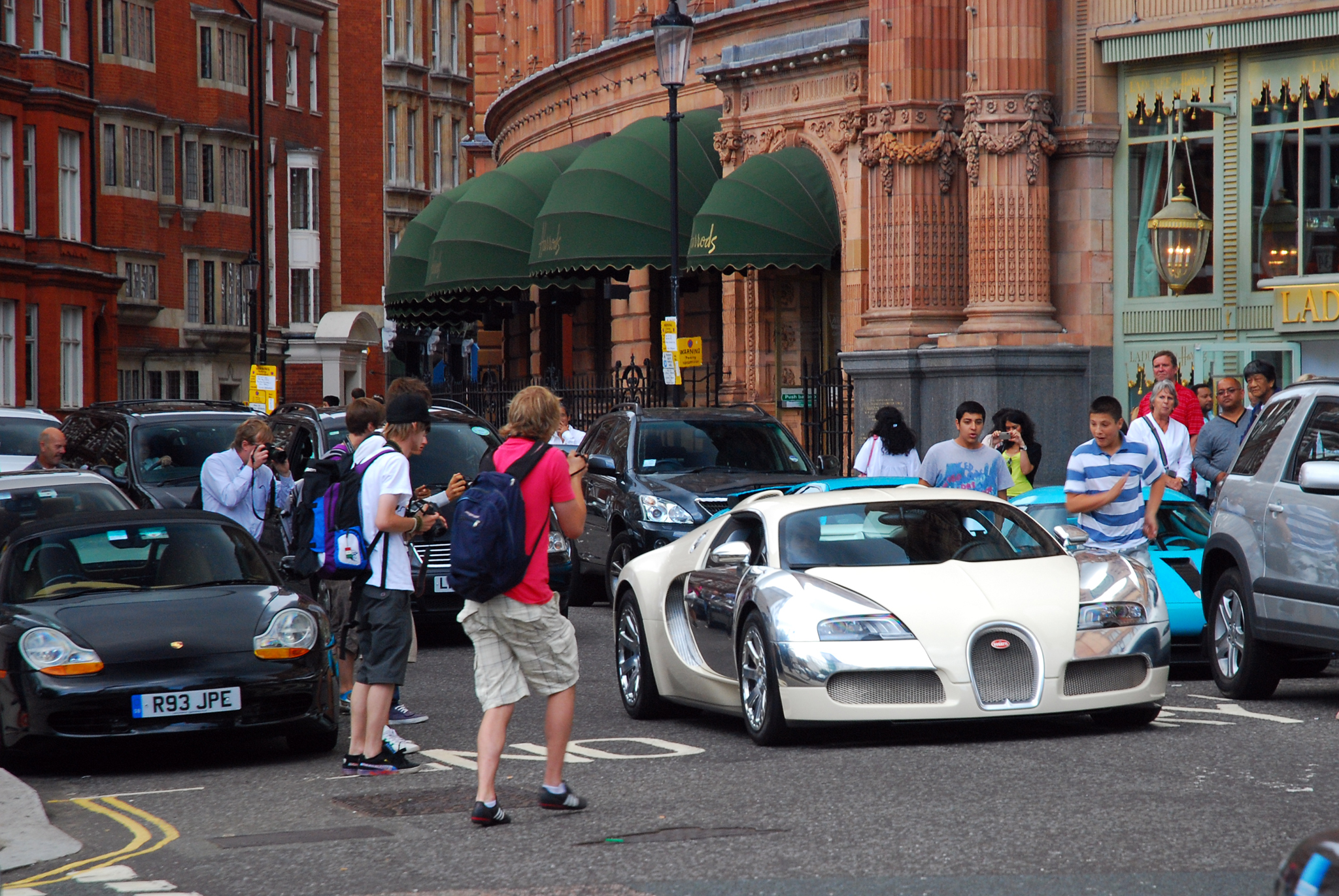
Des « car spotters » en train de photographier une Bugatti Veyron à Londres.

Le car spotting (littéralement : « observation de voiture ») est une activité consistant à photographier des automobiles intéressantes, qu'elles soient rares, de luxe ou anciennes dans l'espace public. On appelle celui qui la pratique un « car spotter ». 
Le but est de photographier un grand nombre de voitures de luxe telles que celles dites « supercars ». Les amateurs connaissent les lieux adéquats pour dénicher des photos de luxueuses voitures comme les palaces et grands hôtels ou les restaurants chics. 
Les lieux les plus réputés pour s'adonner au car spotting sont aujourd'hui entre autres : Londres, Monaco, Cannes, Paris, Genève, Zurich ou encore Los Angeles,.
Les carspotters partagent leur hobby sur des sites spécialisés,, et sur différents réseaux sociaux, comme Instagram, Flickr, ou même Facebook.